# Murtal Straße
Die Murtal Straße (B 96) ist eine Landesstraße in Österreich. Sie verläuft auf einer Länge von 70 km im steirischen Oberen Murtal und im Salzburger Lungau flussaufwärts.

## Verlauf
Die Straße beginnt im Scheifling am Fuße der Seetaler Alpen und führt zunächst nach Murau. Hier verlässt sie das Tal der Mur und folgt nördlich davon dem Rantental sowie dem Seetal und Leißnitzbachtal am Südrand der Schladminger Tauern (Murberge) über den Schwarzenbichl (Sattel von Seetal, ca. 1240 m) nach Tamsweg. Dort trifft die Straße wieder auf die Mur, der sie durchs Tal von Unternberg folgt, und an der Tauern Autobahn (A 10) bei St. Michael im Lungau (Unterweißburg) endet.
Der steirische Anteil sind 40 km, der salzburgische 30 km.

## Geschichte
Die Straße von Lind über Murau, Stadl und Predlitz wurde durch das Gesetz vom 3. Oktober 1868 den Bezirksstraßen I. Klasse zugerechnet. Durch einen Beschluss des steirischen Landtages vom 5. Februar 1895 wurde sie zu einer Bezirksstraße II. Klasse abgestuft. Am 24. Juli 1902 beschloss der steirische Landtag, die Murau-Seethaler Straße von Murau über Ranten und Seebach bis zur Salzburger Landesgrenze zu einer Bezirksstraße I. Klasse aufzuwerten.
Der steirische Streckenabschnitt zwischen Scheifling und Murau bzw. Predlitz wurde 1926 zur Konkurrenzstraße erklärt. In der österreichischen Rechtssprache bezeichnet Konkurrenz die gemeinsame Finanzierung eines Projektes durch verschiedene Institutionen. In diesem Falle zahlte das Land Steiermark 70 Prozent der Baukosten, während die Bezirke Neumarkt, Oberwölz und Murau die restlichen 30 Prozent der Baukosten selbst übernehmen mussten. Seit dem 1. April 1938 galt diese Straße als Landesstraße.
Die Obere Murtal Straße (seinerzeitige B 96) gehört seit dem 1. April 1948 zum Netz der Bundesstraßen in Österreich (Bundesstraße A). Sie führte mit 70 km Länge ursprünglich von Scheifling durch das Murtal bis Mauterndorf zur Katschberg Straße (B 99).
Die Mooshamer Straße zwischen St. Michael und Tamsweg über Unternberg/Moosham, 11 km lang, ist ab dem 1. Jänner 1950 Bundesstraße C gewesen.
Seit dem 1. Jänner 1973 führt die Murtal Straße jedoch über Ranten – Seetal nach Tamsweg und von dort, über die ehemalige Mooshamer Straße, weiter bis St. Michael-Unterweißburg, zur damals neu eröffneten Tauernautobahn. Die alte Straße durch das oberste steirische Murtal heißt seitdem Murauer Straße (B 97). Das Stück von Predlitz über Tamsweg bis Mauterndorf, das als Lungauer-Steiermärker Straße seit 1873 Landesstraße gewesen war, wurde zur Turracher Straße (B 95), über die Turracherhöhe nach Kärnten, genommen. Bei Tamsweg und St. Michael wurde die B 96 deswegen mit B 95 respektive B 99 jeweils kurz auf gemeinsamer Strecke geführt.
Die Strecke Judenburg-Thalheim/St. Peter – Scheifling war Teil der Triester Reichsstraße gewesen, dann bis 1971 Teil der B 17 Triester Straße. Sie gehört 1971–1999 zur Murtal Straße, und wurde dann zur Friesacher Straße (B 317), über den Perchauersattel nach Kärnten. Daher beginnt die Kilometrierung der B 96 noch heute in Scheifling mit km 19,6.
Die Straße wurde im Jahr 2002 vom Bund an die Bundesländer Salzburg und Steiermark als Landesstraße übertragen.
2015 wurde die Doppelführung mit der B 95 in Tamsweg bereinigt, die B 96 verläuft nun über den Bahnhof und nördlich durch den Ort.